# 5 Minutter Før Lektionen
5 Minutter Før Lektionen (Russisk 5 минут до урока) er en Sang skrevet af den Russiske børnesanger Dayana Kirillova. Sangen blev skrevet og udgivet i 2012. Dayana optrådte med sangen i den russiske version af Børnenes melodi grand prix, men vandt dog ikke.